# Jefferson City (Montana)
Jefferson City is een plaats (census-designated place) in de Amerikaanse staat Montana, en valt bestuurlijk gezien onder Jefferson County.

## Demografie
Bij de volkstelling in 2000 werd het aantal inwoners vastgesteld op 295.

## Geografie
Volgens het United States Census Bureau beslaat de plaats een oppervlakte van
31,2 km², geheel bestaande uit land. Jefferson City ligt op ongeveer 388 m boven zeeniveau.

## Plaatsen in de nabije omgeving
De onderstaande figuur toont nabijgelegen plaatsen in een straal van 24 km rond Jefferson City.